# Les Patriotes (Tchad)
Pour les articles homonymes, voir Les Patriotes (homonymie).
 (septembre 2024).
La mise en forme du texte ne suit pas les recommandations de Wikipédia : il faut le « wikifier ».
Les points d'amélioration suivants sont les cas les plus fréquents. Le détail des points à revoir est peut-être précisé sur la page de discussion.
- Les titres sont pré-formatés par le logiciel. Ils ne sont ni en capitales, ni en gras.
- Le texte ne doit pas être écrit en capitales (les noms de famille non plus), ni en gras, ni en italique, ni en « petit »…
- Le gras n'est utilisé que pour surligner le titre de l'article dans l'introduction, une seule fois.
- L'italique est rarement utilisé : mots en langue étrangère, titres d'œuvres, noms de bateaux, etc.
- Les citations ne sont pas en italique mais en corps de texte normal. Elles sont entourées par des guillemets français : « et ».
- Les listes à puces sont à éviter, des paragraphes rédigés étant largement préférés. Les tableaux sont à réserver à la présentation de données structurées (résultats, etc.).
- Les appels de note de bas de page (petits chiffres en exposant, introduits par l'outil «  Source ») sont à placer entre la fin de phrase et le point final[comme ça].
- Les liens internes (vers d'autres articles de Wikipédia) sont à choisir avec parcimonie. Créez des liens vers des articles approfondissant le sujet. Les termes génériques sans rapport avec le sujet sont à éviter, ainsi que les répétitions de liens vers un même terme.
- Les liens externes sont à placer uniquement dans une section « Liens externes », à la fin de l'article. Ces liens sont à choisir avec parcimonie suivant les règles définies. Si un lien sert de source à l'article, son insertion dans le texte est à faire par les notes de bas de page.
- La présentation des références doit suivre les conventions bibliographiques. Il est recommandé d'utiliser les modèles {{Ouvrage}}, {{Chapitre}}, {{Article}}, {{Lien web}} et/ou {{Bibliographie}}. Le mode d'édition visuel peut mettre en forme automatiquement les références.
- Insérer une infobox (cadre d'informations à droite) n'est pas obligatoire pour parachever la mise en page.

Pour une aide détaillée, merci de consulter Aide:Wikification.
Si vous pensez que ces points ont été résolus, vous pouvez retirer ce bandeau et améliorer la mise en forme d'un autre article.
Les Patriotes est un parti politique opérant en République du Tchad. L'idée du parti est née en 2016, lorsqu'un groupe d'amis connu sous le nom de « Groupe de réflexion » a commencé à discuter de la nécessité d'une nouvelle force politique dans le pays. Ces discussions ont abouti à l'enregistrement officiel du parti le 18 juin 2021. Le parti a été fondé par le Dr Nasour Ibrahim Koursami.

## Histoire
Les racines de Parti les Patriotes remontent à 2016, lorsque l'idée de former un parti politique a émergé des discussions au sein d'un groupe d'amis connu sous le nom de « Groupe de réflexion ». Cette initiative a conduit à l'enregistrement officiel du parti le 18 juin 2021, sous la direction de son fondateur, le Dr Nasour Ibrahim Koursami.
En mai 2022, le parti a pris un élan significatif avec l'inclusion du Dr. Abakar Sidick, un ancien activiste du RNDT-Le Réveil, élargissant ainsi sa portée politique. Un mois plus tard, le 4 juin 2022, un rassemblement de plus d'une centaine de militants de l'URD déclarent leur ralliement au parti, signalant une vague de soutien croissante,.
Le 10 juin 2023, le parti a poursuivi son expansion organisationnelle en créant son organe national de jeunesse. Cette étape a été marquée par un point de presse organisé par le Président Adam Mahamat Ahmat, démontrant l'engagement du parti à impliquer la jeune génération dans la politique tchadienne.

## Idéologie
Les Patriotes prônent une approche transformatrice de la politique et de la gouvernance au Tchad, fondée sur les principes du patriotisme, du pragmatisme et de la promotion de l'égalité des chances pour tous les citoyens,. Le parti cherche à remodeler le paysage politique tchadien en se concentrant sur l'unité nationale et l'autonomisation de son peuple par le biais d'une gouvernance transparente et efficace.
L'idéologie de base du parti est centrée sur la promotion d'un système politique inclusif qui rassemble des citoyens de tous horizons, unis par un sens commun du patriotisme. En privilégiant des solutions pragmatiques aux défis du pays, les Patriotes met l'accent sur la nécessité d'adopter des politiques à la fois pratiques et adaptées aux besoins de la population. Garantir l'égalité des chances est un pilier fondamental du parti, qui vise à réduire les inégalités et à faire en sorte que chaque Tchadien ait un rôle à jouer dans le développement de la nation.

## Controverses
En octobre 2022, les Patriotes se sont retrouvés au cœur d'un conflit politique après avoir critiqué publiquement la structure du pouvoir tchadien après la mort du maréchal Idriss Déby. Le 19 octobre 2022, le parti publie un communiqué de presse appelant les Tchadiens à se soulever contre ce qu'il décrit comme une gestion injuste du pouvoir, accusant les autorités au pouvoir de poursuivre des pratiques d'exclusion et de monopoliser le contrôle du pays.
Par la suite, le 28 octobre 2022, le parti a été suspendu par le gouvernement tchadien en raison de ses positions politiques. En réponse, les Patriotes ont formellement demandé l'annulation de cette suspension. Le parti, ainsi que d'autres groupes politiques et organisations de la société civile, ont exprimé leurs préoccupations concernant le Conseil militaire de transition (CMT) et l'imposition de résolutions qui, selon eux, violaient le cadre juridique du Tchad.
Après avoir été suspendu pendant trois mois, le parti a tenu une conférence de presse le 21 janvier 2023 pour clarifier sa position concernant les événements du 20 octobre 2022 et la crise politique en cours. Au cours de cette conférence, qui s'est tenue à son siège à N'Djamena, le parti a dénoncé les actions du gouvernement et a réaffirmé son engagement à lutter contre les injustices perçues,.